# ペヒマン縮合
ペヒマン縮合（ペヒマンしゅくごう、英: Pechmann condensation）は有機化学における化学反応の一種であり、フェノール類とβ-カルボニル基を持つカルボン酸やエステルとを縮合させ、クマリン骨格を得るという反応である。
酸触媒により縮合が進行する。まずエステル化もしくはトランスエステル化が起こり、フェノールの水酸基とカルボン酸の間にエステル結合が生成する。続いてカルボニル基の酸素原子が活性化されることで、カルボニル炭素とフェノールの2位炭素との間に結合が生成し六員環が新たに形成される。最後にアルドール縮合に見られるような脱水素が起こり、反応が完結する。ドイツの化学者ハンス・フォン・ペヒマンにより発見された反応である。
フェノールを用いた場合、反応条件はかなり厳しいものであるにもかかわらず収率は良い。
レゾルシノールなどの活性化されたフェノール環を用いると、反応はより穏やかな条件で進行する。この場合ウンベリフェロン（7-ヒドロキシクマリン）誘導体が合成される。
4位が無置換のクマリンを合成するためには、ホルミル酢酸やそのエステルを用いる必要がある。しかしホルミル酢酸は不安定であり市販もされていないため、硫酸存在下でリンゴ酸を 100 ℃ 以上に熱し、in situで生成させる必要がある。ホルミル酢酸が生成するとすぐに、ペヒマン縮合は進行する。下の例では、ウンベリフェロンが低収率ながら生成する。